# 201

## Събития
- Луций Аний Фабиан и Марк Ноний Арий Муциан са консули на Римската империя

## Родени
- вер. Деций Траян, римски император

## Починали
- вер. Гален (или 216 г.), римски лекар